# Paavo Väyrynen
Paavo Matti Väyrynen (* 2. září 1946, Keminmaa) je finský politik.

## Politická kariéra
Pochází z rodiny zemědělců. Vystudoval společenské vědy na Helsinské univerzitě a pracoval pro Yleisradio. V roce 1970 byl zvolen poslancem za stranu Finský střed. V roce 1972 se stal místopředsedou strany. V letech 1975–1976 byl ministrem školství, v letech 1976–1977 ministrem práce a v letech 1977–1982 ministrem zahraničí. V letech 1980–1990 byl předsedou strany Finský střed. Ve vládě Kaleviho Sorsy v letech 1983–1987 byl místopředsedou a ministrem zahraničí. V roce 1988 kandidoval na prezidenta a skončil druhý za Maunem Koivistem. V roce 1991 se vrátil do čela ministerstva zahraničí, v roce 1993 odstoupil kvůli sporu s premiérem Eskem Ahem o vstup Finska do Evropské unie. S 5775 dny ve funkci je druhým nejdéle sloužícím finským ministrem zahraničí.
V roce 1994 opět kandidoval na prezidenta, avšak nepostoupil do druhého kola. V letech 1996–2007 byl poslancem Evropského parlamentu. V roce 2007 se vrátil do domácí politiky a stal se poslancem a ministrem zahraničního obchodu. O obě pozice přišel po volbách v roce 2011. Rok nato opět kandidoval na prezidenta a skončil na třetím místě, téhož roku byl zvolen do Evropského parlamentu. V roce 2016 pro své euroskeptické postoje opustil Finský střed a založil vlastní Občanskou stranu, o rok později byl zvolen do městské rady Helsinek. O rok později založil nové Hnutí sedmi hvězd. V prezidentských volbách ve Finsku 2018 získal 6,19 procent hlasů a obsadil čtvrté místo. V roce 2019 neúspěšně kandidoval v národních i evropských volbách. V roce 2020 se vrátil do řad strany Finský střed. K prezidentským volbám ve Finsku 2024 nebyl připuštěn, protože nezískal podpisy potřebných dvaceti tisíc podporovatelů.